# Herald Sun Tour 2016
L'Herald Sun Tour 2016, sessantatreesima edizione della corsa e valevole come evento dell'UCI Oceania Tour 2016 categoria 2.1, si svolse in 4 tappe precedute da un cronoprologo iniziale dal 3 al 7 febbraio 2016 su un percorso di 540,4 km, con partenza da Melbourne e arrivo ad Arthurs Seat. La vittoria fu appannaggio del britannico Chris Froome, che si impose in 12h53'00", precedendo il connazionale Peter Kennaugh e l'australiano Damien Howson.
Sul traguardo finale di Arthurs Seat 88 ciclisti, su 96 partiti da Melbourne, portarono a termine la competizione.

## Tappe
| Tappa  | Data       | Percorso                                  | km    | Vincitore di tappa | Leader cl. generale |
| ------ | ---------- | ----------------------------------------- | ----- | ------------------ | ------------------- |
| Prol.  | 3 febbraio | Melbourne > Melbourne (cron. individuale) | 2,1   | William Clarke     | William Clarke      |
| 1ª     | 4 febbraio | Healesville > Healesville                 | 126,1 | Peter Kennaugh     | Peter Kennaugh      |
| 2ª     | 5 febbraio | Yarra Glen > Moe                          | 144,2 | Caleb Ewan         | Peter Kennaugh      |
| 3ª     | 6 febbraio | Traralgon > Inverloch                     | 146,2 | John Murphy        | Peter Kennaugh      |
| 4ª     | 7 febbraio | Arthurs Seat > Arthurs Seat               | 121,8 | Chris Froome       | Chris Froome        |
| Totale | Totale     | Totale                                    | 540,4 |                    |                     |

## Squadre e corridori partecipanti
| N.    | Cod. | Squadra                           |
| ----- | ---- | --------------------------------- |
| 1-6   | OGE  | Orica-GreenEDGE                   |
| 11-16 | SKY  | Team Sky                          |
| 21-26 | TFS  | Trek-Segafredo                    |
| 31-36 | DPC  | Drapac Professional Cycling       |
| 41-46 | UHC  | UnitedHealthcare Pro Cycling Team |
| 51-56 | TNN  | Team Novo Nordisk                 |
| 61-66 | ONE  | ONE Pro Cycling                   |
| 71-76 | NIP  | Nippo-Vini Fantini                |

| N.      | Cod. | Squadra                        |
| ------- | ---- | ------------------------------ |
| 81-86   | JLT  | JLT-Condor                     |
| 91-96   | AIW  | Avanti IsoWhey Sports          |
| 101-106 | KRD  | Kenyan Riders Downunder        |
| 111-116 | STG  | St. George Merida Cycling Team |
| 121-126 | DSR  | Data#3 Cisco Racing            |
| 131-136 | CMR  | State of Matter MAAP Racing    |
| 141-146 | ATG  | Attaque Team Gusto             |
| 151-156 | AUS  | Australia                      |

## Dettagli delle tappe

### Prologo
- 3 febbraio: Melbourne > Melbourne – Cronometro individuale – 2,1 km

Risultati
| Pos. | Corridore          | Squadra | Tempo |
| ---- | ------------------ | ------- | ----- |
| 1    | William Clarke     | Drapac  | 2'34" |
| 2    | Caleb Ewan         | Orica   | a 1"  |
| 3    | Neil Van Der Ploeg | Avanti  | s.t.  |

| Pos. | Corridore          | Squadra | Tempo |
| ---- | ------------------ | ------- | ----- |
| 1    | William Clarke     | Drapac  | 2'34" |
| 2    | Caleb Ewan         | Orica   | a 1"  |
| 3    | Neil Van Der Ploeg | Avanti  | s.t.  |

### 1ª tappa
- 4 febbraio: Healesville > Healesville – 126 km

Risultati
| Pos. | Corridore      | Squadra | Tempo    |
| ---- | -------------- | ------- | -------- |
| 1    | Peter Kennaugh | Sky     | 3h01'47" |
| 2    | Chris Froome   | Sky     | s.t.     |
| 3    | Dion Smith     | ONE     | a 17"    |

| Pos. | Corridore      | Squadra | Tempo    |
| ---- | -------------- | ------- | -------- |
| 1    | Peter Kennaugh | Sky     | 3h04'16" |
| 2    | Chris Froome   | Sky     | a 7"     |
| 3    | Dion Smith     | ONE     | a 23"    |

### 2ª tappa
- 5 febbraio: Yarra Glen > Moe – 144 km

Risultati
| Pos. | Corridore      | Squadra       | Tempo    |
| ---- | -------------- | ------------- | -------- |
| 1    | Caleb Ewan     | Orica         | 3h09'26" |
| 2    | Tanner Putt    | UnitedHealth. | s.t.     |
| 3    | Peter Kennaugh | Sky           | a 3"     |

| Pos. | Corridore      | Squadra | Tempo    |
| ---- | -------------- | ------- | -------- |
| 1    | Peter Kennaugh | Sky     | 6h33'21" |
| 2    | Chris Froome   | Sky     | a 13"    |
| 3    | Jack Bobridge  | Trek    | a 31"    |

### 3ª tappa
- 6 febbraio: Traralgon > Inverloch – 146,2 km

Risultati
| Pos. | Corridore         | Squadra       | Tempo    |
| ---- | ----------------- | ------------- | -------- |
| 1    | John Murphy       | UnitedHealth. | 3h20'52" |
| 2    | Niccolò Bonifazio | Trek          | s.t.     |
| 3    | Steele Von Hoff   | ONE           | s.t.     |

| Pos. | Corridore      | Squadra | Tempo    |
| ---- | -------------- | ------- | -------- |
| 1    | Peter Kennaugh | Sky     | 6h33'21" |
| 2    | Chris Froome   | Sky     | a 13"    |
| 3    | Jack Bobridge  | Trek    | a 31"    |

### 4ª tappa
- 7 febbraio: Arthurs Seat > Arthurs Seat – 122 km

Risultati
| Pos. | Corridore       | Squadra       | Tempo    |
| ---- | --------------- | ------------- | -------- |
| 1    | Chris Froome    | Sky           | 2h58'44" |
| 2    | Damien Howson   | Orica         | a 17"    |
| 3    | Jonathan Clarke | UnitedHealth. | a 21"    |

| Pos. | Corridore      | Squadra | Tempo     |
| ---- | -------------- | ------- | --------- |
| 1    | Chris Froome   | Sky     | 12h53'00" |
| 2    | Peter Kennaugh | Sky     | a 29"     |
| 3    | Damien Howson  | Orica   | a 1'01"   |

## Evoluzione delle classifiche
| Tappa              | Vincitore          | Classifica generale Maglia gialla | Classifica sprint Maglia verde | Classifica scalatori Maglia nera | Classifica giovani Maglia blu | Classifica a squadre  |
| ------------------ | ------------------ | --------------------------------- | ------------------------------ | -------------------------------- | ----------------------------- | --------------------- |
| Prologo            | William Clarke     | William Clarke                    | non assegnata                  | non assegnata                    | Caleb Ewan                    | Avanti IsoWhey Sports |
| 1ª                 | Peter Kennaugh     | Peter Kennaugh                    | Peter Kennaugh                 | Chris Froome                     | Chris Hamilton                | Team Sky              |
| 2ª                 | Caleb Ewan         | Peter Kennaugh                    | Peter Kennaugh                 | Chris Harper                     | Chris Hamilton                | Team Sky              |
| 3ª                 | John Murphy        | Peter Kennaugh                    | Benjamin Hill                  | Chris Harper                     | Chris Hamilton                | Team Sky              |
| 4ª                 | Chris Froome       | Chris Froome                      | Benjamin Hill                  | Chris Froome                     | Chris Hamilton                | Team Sky              |
| Classifiche finali | Classifiche finali | Chris Froome                      | Benjamin Hill                  | Chris Froome                     | Chris Hamilton                | Team Sky              |

## Classifiche finali

### Classifica generale
| Pos. | Corridore        | Squadra       | Tempo     |
| ---- | ---------------- | ------------- | --------- |
| 1    | Chris Froome     | Sky           | 12h53'00" |
| 2    | Peter Kennaugh   | Sky           | a 29"     |
| 3    | Damien Howson    | Orica         | a 1'01"   |
| 4    | Jack Bobridge    | Trek          | a 1'04"   |
| 5    | Jack Haig        | Orica         | a 1'14"   |
| 6    | Jonathan Clarke  | UnitedHealth. | a 1'15"   |
| 7    | Robbie Hucker    | Avanti        | a 1'20"   |
| 8    | Chris Hamilton   | Australia     | a 1'23"   |
| 9    | Anthony Giacoppo | Avanti        | a 1'32"   |
| 10   | Dion Smith       | ONE           | s.t.      |

### Classifica sprint
| Pos. | Corridore      | Squadra       | Punti |
| ---- | -------------- | ------------- | ----- |
| 1    | Benjamin Hill  | Avanti        | 30    |
| 2    | Chris Froome   | Sky           | 22    |
| 3    | Peter Kennaugh | Sky           | 16    |
| 4    | John Murphy    | UnitedHealth. | 10    |
| 5    | Patrick Shaw   | Avanti        | 10    |

### Classifica scalatori
| Pos. | Corridore       | Squadra       | Punti |
| ---- | --------------- | ------------- | ----- |
| 1    | Chris Froome    | Sky           | 108   |
| 2    | Chris Harper    | State of Mat. | 56    |
| 3    | Yuma Koishi     | Nippo         | 24    |
| 4    | Giacomo Berlato | Nippo         | 20    |
| 5    | Russell Downing | JLT           | 8     |

### Classifica giovani
| Pos. | Corridore        | Squadra       | Tempo     |
| ---- | ---------------- | ------------- | --------- |
| 1    | Chris Hamilton   | Australia     | 12h54'23" |
| 2    | Alistair Donohoe | Australia     | a 39"     |
| 3    | Jai Hindley      | Attaque       | a 51"     |
| 4    | Michael Storer   | Australia     | a 1'01"   |
| 5    | Chris Harper     | State of Mat. | a 1'09"   |

### Classifica a squadre
| Pos. | Squadra                     | Tempo     |
| ---- | --------------------------- | --------- |
| 1    | Team Sky                    | 38h43'28" |
| 2    | Avanti IsoWhey Sports       | a 7"      |
| 3    | Australia                   | a 28"     |
| 4    | Drapac Professional Cycling | a 1'41"   |
| 5    | Orica-GreenEDGE             | a 2'33"   |